# Karl Nag
Karl Henriksen Nag (* 10. November 1893 in Strand; † 9. August 1975 in Stavanger) war ein norwegischer Ruderer.

## Biografie
Karl Nag gehörte bei den Olympischen Sommerspielen 1920 in Antwerpen zur norwegischen Besatzung, die in der Achter-Regatta startete. Nach einem Vorlaufsieg über das Boot aus der Tschechoslowakei, unterlag der norwegische Achter im Halbfinale dem der Briten, war dabei aber schneller als das französische Boot, das das andere Halbfinale gegen den US-Achter verlor. Deshalb erhielten die Norweger die Bronzemedaille hinter den US-Amerikanern und den Briten. Auch sein Bruder Theodor war Teil der Bootsbesatzung.